# Вайтстоун (Аляска)
Вайтстоун (англ. Whitestone) — переписна місцевість (CDP) в США, в окрузі Саутіст-Фейрбенкс штату Аляска. Населення — 71 особа (2020).

## Географія
Вайтстоун розташований за координатами 64°9′10″ пн. ш. 145°54′23″ зх. д. / 64.15278° пн. ш. 145.90639° зх. д. (64.152838, -145.906385).  За даними Бюро перепису населення США в 2010 році переписна місцевість мала площу 18,30 км², уся площа — суходіл.

## Демографія
Згідно з переписом 2010 року, у переписній місцевості мешкало 97 осіб у 22 домогосподарствах у складі 19 родин. Густота населення становила 5 осіб/км².  Було 26 помешкань (1/км²).
Расовий склад населення:
| - 93,8 % — білих - 2,1 % — азіатів - 1,0 % — осіб інших рас |

До двох чи більше рас належало 3,1 %. Частка іспаномовних становила 5,2 % від усіх жителів.
За віковим діапазоном населення розподілялося таким чином: 35,1 % — особи молодші 18 років, 58,7 % — особи у віці 18—64 років, 6,2 % — особи у віці 65 років та старші. Медіана віку мешканця становила 28,6 року. На 100 осіб жіночої статі у переписній місцевості припадало 98,0 чоловіків;  на 100 жінок у віці від 18 років та старших — 103,2 чоловіків також старших 18 років.
За межею бідності перебувало 6,0 % осіб, у тому числі 100,0 % дітей у віці до 18 років та 4,5 % осіб у віці 65 років та старших.
Цивільне працевлаштоване населення становило 174 особи. Основні галузі зайнятості: освіта, охорона здоров'я та соціальна допомога — 61,5 %, сільське господарство, лісництво, риболовля — 28,7 %, роздрібна торгівля — 5,2 %, науковці, спеціалісти, менеджери — 3,4 %.